# Bruchophagus tauricus
Bruchophagus tauricus är en stekelart som beskrevs av Zerova 1975. Bruchophagus tauricus ingår i släktet Bruchophagus och familjen kragglanssteklar. Inga underarter finns listade.